# Stronie Śląskie
Stronie Śląskie ([ˈstrɔɲɛ ˈɕlõscɛ]; Duits: Seitenberg) is een stad in het Poolse woiwodschap Neder-Silezië, gelegen in de powiat Kłodzki. De oppervlakte bedraagt 2,49 km², het inwonertal 6253 (2005).
Nabij de stad ligt de berg Łysiec.
Op 8 april 1838 kocht Marianne der Nederlanden het landgoed Strachocin in de gemeente Stronie Śląskie voor 135.000 daalders. Het huidige paleis werd in hetzelfde jaar gebouwd in de vorm van een eenvoudig idyllisch zomerpaleis. Het in neoklassieke stijl gebouwde paleisje is geïnspireerd op de architectuur van Karl Friedrich Schinkel. Het paleis werd in 1910 herbouwd.
In 1862 stichtte Franz Losky een glasfabriek in Strachocin Schreckendorf met negen glasmakers en twaalf glassnijders. Ter ere van de landeigenaar, prinses Marianne van Oranje-Nassau, kreeg de glasfabriek de bedrijfsnaam "Oranienhütte". De voor die tijd moderne fabriek bezat met een stoommolen en produceerde verfijnde kristalglazen. De ontwikkeling van de industrie maakte in 1897 de aanleg van een spoorlijn naar Kłodzko mogelijk. In de jaren negentig van de vorige eeuw telde het, samen met het slijpbedrijf voor kristalglas, werk voor ongeveer 1.300 mensen.

## Afbeeldingen

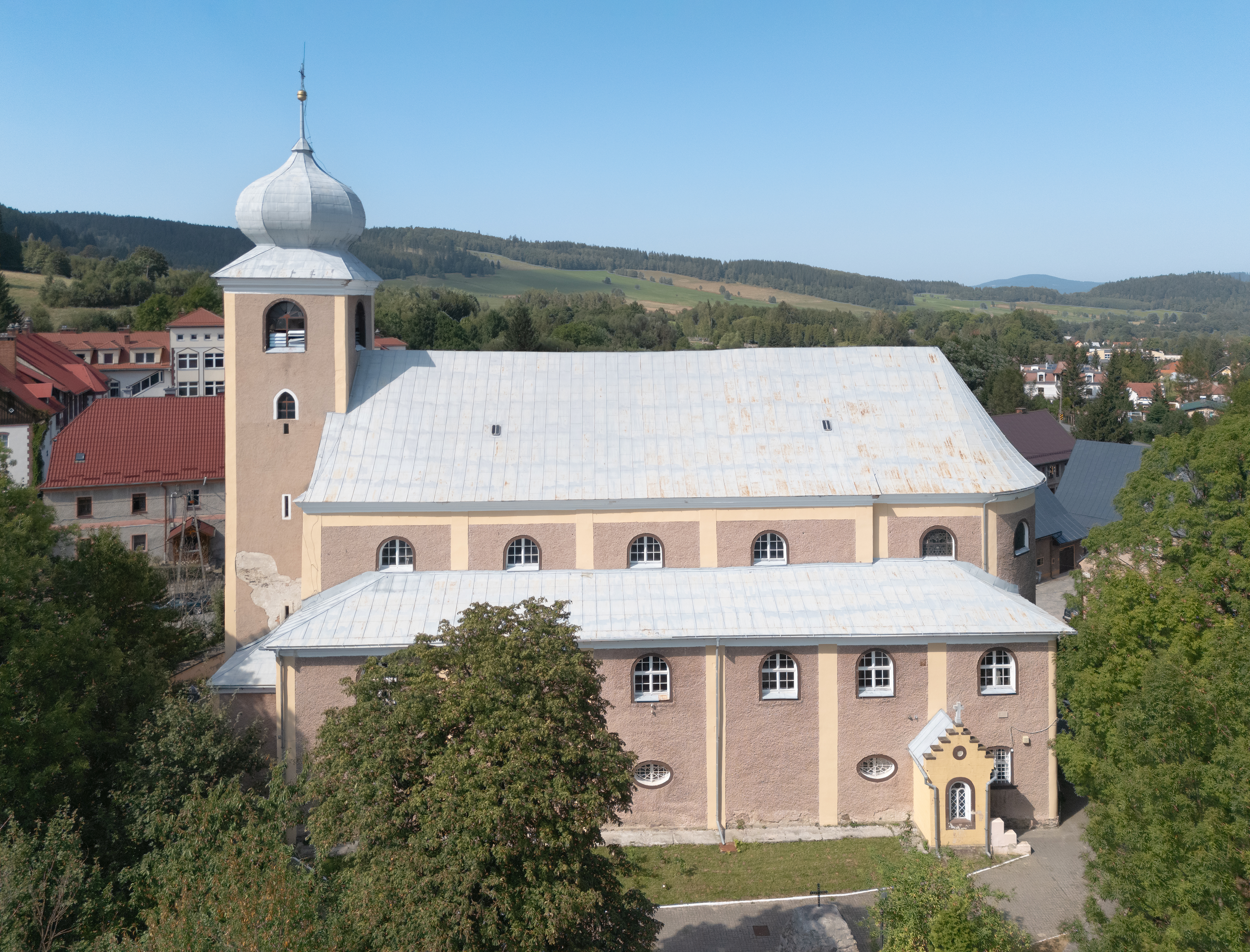
kerk van Stronie Śląskie
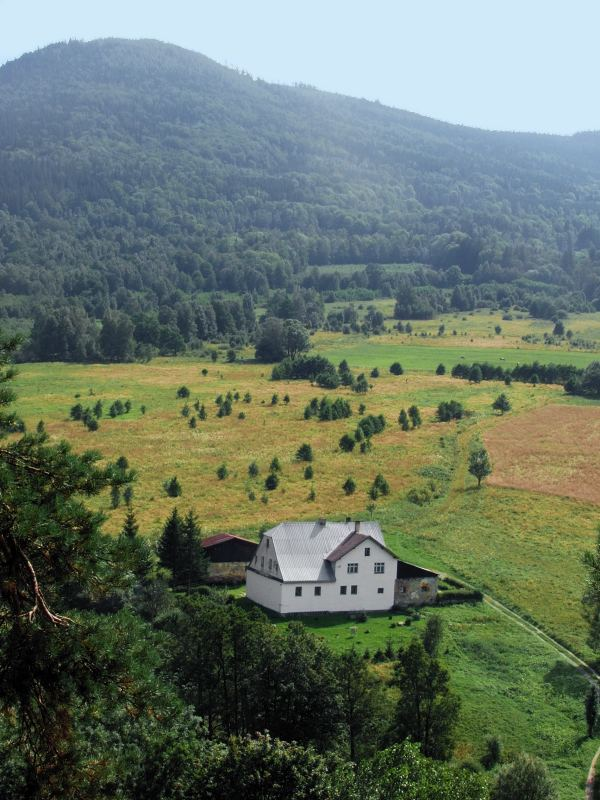
Lysiec
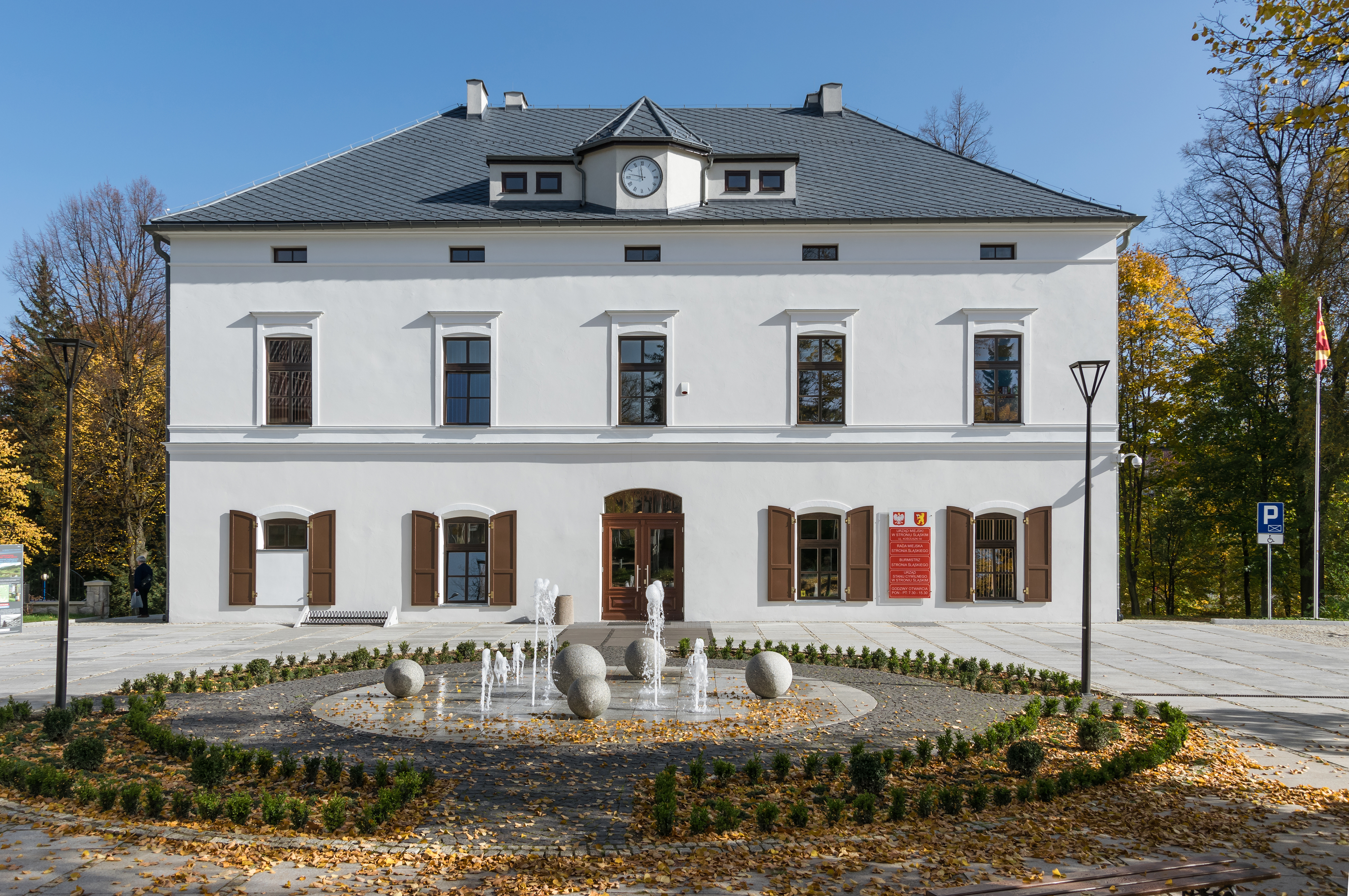
paleisje van Marianne der Nederlanden